# Slatinski Dol
Slatinski Dol este o localitate din comuna Kungota, Slovenia, cu o populație de 195 de locuitori.